# Sladenia integrifolia
Sladenia integrifolia là một loài thực vật có hoa trong họ Sladeniaceae. Loài này được Y.M. Shui mô tả khoa học đầu tiên năm 2002.